# Clements
Clements – miasto w Stanach Zjednoczonych, w stanie Minnesota, w hrabstwie Redwood.